# U.S. Route 29
U.S. Route 29 (ou U.S. Highway 29) é uma autoestrada dos Estados Unidos.
Faz a ligação do Sul para o Norte. A U.S. Route 29 foi construída em 1926 e tem 1 036 milhas (1 667 km).

## Principais ligações
Autoestrada 85 perto de Auburn
 Autoestrada 26 perto de Spartanburg
 Autoestrada 77 em Charlotte
 Autoestrada 85 em Concord
 Autoestrada 40 em Greensboro
 Autoestrada 64 em Charlottesville
 Autoestrada 66 em Arlington
 Autoestrada 70 em Ellicott City